# Rondibilis vitticollis
Rondibilis vitticollis là một loài bọ cánh cứng trong họ Cerambycidae.